# EZテレビ
EZテレビ（イージーテレビ）はau（KDDI・沖縄セルラー電話）およびナノ・メディアが提供する、携帯電話端末にてテレビを視聴するためのEZアプリ（BREW）または、EZWebのサイト。

## 概要
単に「携帯端末でテレビを視聴」だけでなく、パケット通信を利用した電子番組表、データ放送の閲覧サービスや、視聴予約、メモリへの録画といった付加サービスを取り入れ、インターネット通信を生かした携帯端末ならではのサービスを充実させた。
なお、端末を解約したり、EZwebの廃止、機種変更するとBREWそのものがロックされるため、テレビ視聴は不可能になる。その際アナログでは「携帯電話を解約後はEZテレビを利用できない」と、ワンセグでは「本アプリは通信機能を利用するためKDDI株式会社との契約が必要になる」との警告が表示される。
また、番組検索サイトで、出演者の番組情報をメールで知らせるサービスなどがある。
2011年現在、EZアプリを利用するワンセグ対応機種は販売されていない。そのかわりにau Media Tunerが搭載される。

## EZテレビ（アナログ）
地上アナログ放送に対応し、日本のほぼ全域で視聴可能。また、基地局ごとに割り当てられた位置情報を利用して自動的にチャンネルを設定できる、「オートエリア設定」。番組でかかった曲名をその場で検索し、EZ「着うた®」EZ「着うたフル®」ダウンロードや、「au Records」でCD/DVD購入も可能な「聴かせて検索」に対応。また、静止画や動画の録画、インターネットによる電子番組表の閲覧といったサービスが利用できる。
2006年頃から地デジの受信できる地域が拡大され、各県の県庁所在地および近辺の市町村で受信が可能になったことから、同年発売のW42Kを最後に、地上アナログ放送を受信できる機種は発売されなくなった。

### 対応機種
- A5511T
CDMA 1X端末で唯一対応。
- W32SA
音声多重チューナー搭載でステレオ放送に対応。
- W33SA/W33SA II
auのワンセグ対応端末としては唯一の対応。
- W42K
2006年時点で最後の対応機種である。

## EZテレビ ワンセグ
2006年4月1日より放送を開始した移動体向け地上デジタル放送「ワンセグ」に対応。あえてアプリ化することにより、機種ごとの機能差を少なくすることができるため、鮮明な映像と高音質な音声が楽しめるだけでなく全機種がデータ放送、字幕、録画といったデジタル放送サービスにフル対応している。
また、番組でかかった曲名をその場で検索し、EZ「着うた®」EZ「着うたフル®」ダウンロードや、「au Records」でCD/DVD購入も可能な「聴かせて検索」などの独自機能も搭載。しかし、起動に少々時間を要することや、データ放送の受信にパケット通信を要するなどのデメリットも抱える。

### 対応機種
- W33SA/W33SA II
世界初のワンセグ対応携帯。ただし画面比（横：縦の比）は4：3のため、全画面表示すると左右が欠ける（額縁放送には有効）。視聴可能時間は2時間45分。
- W41H
2.7インチワイドディスプレイ搭載。最大30分間の録画や、視聴中に着信した場合自動的に録画し、さかのぼって再生できるタイムシフト機能などを搭載。視聴可能時間も3時間45分と拡大された。
- W43H/W43H II
2.6インチワイドディスプレイ搭載。W41Hの性能を継承し、SDメモリーカードへの録画に対応。SDへ録画したデータは他のワンセグ対応端末でも再生可能。視聴可能時間は4時間15分。
- W43SA
SDメモリーカードへの録画に対応。SDへ録画したデータは他のワンセグ対応端末でも再生可能。
- W44S
16:9の比率を保ちつつ全画面表示できる「フルワイドディスプレイ」を搭載。視聴可能時間は3時間45分（イヤホン出力時4時間）。
- W51CA
連続視聴時間が標準モードで5時間30分と、標準モードでの業界最長連続視聴時間を実現している。
- W51K
厚さは約20mmと、ワンセグ搭載機ながらも薄型を実現している。
- W51SA
1GBのメモリを本体に内蔵し、ワンセグを最大5時間録画できる。
- AQUOSケータイ W51SH
サイクロイドスタイルと3.0インチディスプレイを搭載している。
- W51T
普及タイプのワンセグ機で、液晶はW33SA/W33SA IIと同じくQVGAである。
- W52T
3インチWVGA液晶を搭載し、最大約5時間録画できる。スライドボディ機の特長を生かして端末を横位置にしてフルスクリーンでも楽しめる。
- W52H
大容量バッテリーの採用により最大7時間視聴できる。
- W52CA
防水構造により風呂の中でも楽しめる。
- MEDIA SKIN
au design projectの製品であり、外装に特殊な塗装が施されており独特な触感が特徴。
- W53T
厚さ18ミリのスリムワンセグ。
- W53K
W44Kを基本に同社の「ベストスリムゾーン思想」に基づいて開発された、薄さが15.4ミリの回転2軸型でワンセグ対応携帯である。
- W54T
ステンレスボディーのスライド型。
- W52SA
IPS液晶のスリムワンセグ。
- W53SA
鳥取三洋電機初のワンセグ。防水構造。
- W52SH
17.6ミリの薄さのスリムワンセグ。
- Woooケータイ W53H
Woooの名前を冠したスリムワンセグ。有機ELディスプレイを搭載。
- W54SA
KCP+に対応しており、三洋電機携帯電話事業が独自で製造した端末としては、同機が最終モデルとなった。
- W56T
KCP+、有機ELディスプレイ、画面が360度回転する「リバーシブルスタイル」を採用した折りたたみ携帯である。
- W54S
W56Tの実質的な兄弟機種。
- INFOBAR2
au design projectの製品であり、INFOBARのWIN版にあたる。
- W61H
95の電子ペーパーデザインの「アメイジング・フェイスケータイ」
- W61SA
3インチフルワイド有機ELディスプレイの、Full Frontワンセグ
- W61T
スポーティー＆ビューティーフォルムの、ワークアウト・アシスタント。
- AQUOSケータイ W61SH
5時間40分の視聴が可能。光るサブディスプレイ＆色彩の対比が美しい、AQUOSケータイ
- W61CA
5.1メガカメラ＆ワンセグ搭載の、ウォータープルーフケータイ
- W61P
ビジネスにもファッションにも調和する、12.9mm薄型ワンセグケータイ
- Cyber-shot ケータイ W61S
5.1メガ＆光学3倍ズームカメラに、スマイルシャッターを搭載
- W64K
使いやすい、強化ガラスのディスプレイでキズ防止のスリムケータイ
- W62T
高画質なワンセグ＆上質なアルミパネルのスタンダードケータイ
- フルチェンケータイ re
季節にあわせて。好みにあわせて。“外”も“中”もかえられる、業界初フルチェンケータイ。
- W63SA
WIN初のグローバルパスポートCDMAに対応した。
- W64SA
振ると変わるイルミネーションが特徴のカラーセラピーケータイ。
- G'zOne W62CA
耐水・耐衝撃を備えたタフネスケータイ。
- W62SH
FMトランスミッターを搭載した、ハイクオリティAVケータイ。
- Woooケータイ W62H
Woooケータイとしては2台目となる。2Wayオープンスタイルが特徴。
- URBANO
アクティブな大人のスリムデザインケータイ。
- W64T
W62Tの実質的な後継機でコスメティックのような華麗なデザインが特徴。
- EXILIMケータイ W63CA
809万画素のカメラを搭載し、3.1インチのワイドVGA有機ELを搭載した、カメラ特化機種。
- Woooケータイ W63H
Woooケータイとしては3台目となる。W63CAと同様に3.1インチのワイドVGA有機ELを搭載した。
- W65K
色によってデザインが異なり、生活防水に対応している。
- W62P
W61Pの後継機で、コスメティックなデザインの薄型ワンセグケータイ。
- W64S
グローバルパスポートGSMとしては初めてのワンセグを搭載した機種。
- AQUOSケータイ W64SH
初のスライド式で、3.5インチの大型ディスプレイを搭載したAQUOSケータイ。
- W65T
モバイルREGZAエンジンを搭載。スピーディー＆スムーズなフラットスライドケータイ